# Sticky bit
En informática, el sticky bit es un permiso de acceso que puede ser asignado a ficheros y directorios en sistemas Unix.
Históricamente, el sticky bit se utilizaba en ficheros ejecutables. Cuando se asignaba, le indicaba al sistema operativo (SO) que mantuviera el programa en swap para ejecuciones posteriores (incluso de otros usuarios). Desde entonces el rendimiento de las tecnologías de almacenamiento persistente han mejorado mucho y este uso ha quedado obsoleto.
Hoy en día, el sticky bit se utiliza con directorios. Cuando se le asigna a un directorio, significa que los elementos que hay en ese directorio sólo pueden ser renombrados o borrados por el propietario del elemento, el propietario del directorio o el usuario root, aunque el resto de usuarios tenga permisos de escritura y, por tanto, pueda modificar el contenido de esos elementos.
El sticky bit está a menudo configurado para el directorio /tmp.

## Ejemplos
Activar sticky bit en un directorio
```
# chmod +t /directorio

```

Desactivar sticky bit en un directorio
```
# chmod -t /directorio

```

- Datos: Q1260039